# Avenue Portal de l'Àngel
L'avenue del Portal de l'Àngel (en français Porte de l'ange) plus connue sous le nom de Portal de l'Àngel est une rue piétonne du quartier gothique de la Vieille-ville de Barcelone. L'avenue part de la place de Catalogne et donne sur les rues de la Cucurulla et dels Arcs.
C'est actuellement l'une des principales rues commerçantes de la Vieille ville.
Elle a reçu plusieurs noms :
- Porte de l'Ange
- Place Sainte-Anne (la rue rejoint cette place)
- Fivaller (avant 1865)

## Origine du nom
Le très classique terme de Porte est lié à la présence d'une porte de la ville à cet endroit alors que Barcelone était encore fortifiée.
L'origine du titre de l'ange remonte au Moyen Âge. Dans cette zone existait un ruisseau qui passait devant l'église de la Plaça del Pi qui collectait les eaux usées du quartier. Chaque 2 octobre, sous les murailles avait lieu une fête des grenades qui marquait le premier jour où on pouvait manger ce fruit.
Les femmes enceintes mangeaient une grenade et demandaient au Saint Ange sa protection et la bonne conduite pour l'enfant à naître.
Plus tard la sculpture du Saint Ange et la fête des grenades furent déplacés. Cependant on peut observer aujourd'hui une autre sculpture de saint, réalisée par Ángel Ferrán, sculpteur madrilène établi à Barcelone.
Une autre version indique qu'au XVe siècle, Saint Vincent Ferrier en visite dans la ville vit un ange alors que ce passage était la porte d'entrée de Barcelone.